# Dzięki Bogu już piątek
Dzięki Bogu już piątek – amerykańska komedia z 1978 roku, której akcja toczy się wokół klubu The Zoo.

## Główne role
- Jeff Goldblum - Tony Di Marco
- Debra Winger - Jennifer
- Terri Nunn - Jeannie
- John Friedrich - Ken
- Paul Jabara - Carl
- Hilary Beane - Shirley
- DeWayne Jessie - Floyd
- Donna Summer - Nicole Sims
- Lionel Richie - Lionel Richie
- Mark Lonow - Dave
- Heidi Gold - Kathy
- Phil Adams - Tarzan
- Andrea Howard - Sue
- Valerie Landsburg - Frannie

## Nagrody i nominacje
Oscary za rok 1978
- Najlepsza piosenka - Last Dance - muz. i sł. Paul Jabara

Złote Globy 1978
- Najlepsza piosenka - Last Dance - muz. i sł. Paul Jabara